# Onil
Onil, właściwie Grzegorz Oniszczuk (ur. 31 grudnia 1980 w Koszalinie, zm. 13 czerwca 2011 tamże) – polski raper.

## Życiorys
Grzegorz Oniszczuk hip-hopem zainteresował się na początku lat 90. XX w. Zadebiutował w 1998 roku na Street Festiwalu w Białymstoku. Pierwszego profesjonalnego nagrania dokonał razem z George'em także w 1998 na składankę do Hip-Hop Magazynu. W tym samym roku poznał również Jarosława Płocicę znanego Yaro, który zaprosił go do zarymowania na płycie Olewka (2000). Później Onil pojawił się jeszcze jako gość u Liroya w utworze "Impreza". W 2000 Yaro zaproponował Onilowi wyprodukowanie solowej płyty. Nagrania przyczyniły się do zainteresowania Vienia z Molesty Ewenement, który wydał debiutancki album Onila pt. Jeden dla wszystkich (2001) w prowadzonej przez niego BAZA Label. W latach późniejszych wystąpił gościnnie na płytach Killaz Group, Liroya i Piha. W 2007 roku wraz z 4P nagrał drugi album pt. Zorganizowana grupa rapowa.
Oniszczuk zmarł 13 czerwca 2011 roku w koszalińskim szpitalu, po operacji usunięcia krwiaka mózgu którego doznał w wyniku pobicia.

## Dyskografia
Albumy
| Tytuł                                | Dane dot. albumu                               |
| ------------------------------------ | ---------------------------------------------- |
| Jeden dla wszystkich                 | - Data: 15 września 2001 - Wydawca: Baza Label |
| Zorganizowana grupa rapowa (oraz 4P) | - Data: 1 czerwca 2007 - Wydawca: Fonografika  |

Występy gościnne
| Album                                        | Rok  | Uwagi                                                     | Źródło |
| -------------------------------------------- | ---- | --------------------------------------------------------- | ------ |
| Liroy - Dzień Szaka-L’a (Bafangoo, część 2.) | 1999 | "Impreza" (gościnnie: Onil, Yaro, George, Zoya)           | [ 4 ]  |
| DJ K-Det - Instynkt                          | 2004 | "Garda" (gościnnie: Onil)                                 | [ 5 ]  |
| Liroy - L Niño vol. 1                        | 2006 | "L Niño" (gościnnie: Onil) "L.I.R.O.Y." (gościnnie: Onil) | [ 6 ]  |
| Killaz Group - Operacja kocia karma          | 2007 | ZGR (Bonus Track) (gościnnie: 4P & Onil)                  | [ 7 ]  |
| Pih - Ulice bez jutra/Czarny kruk            | 2007 | "Nie Mów Mi Co Mam Robić" (gościnnie: 4P & Onil)          | [ 8 ]  |
| Liroy - Grandpaparapa (Powrót króla)         | 2007 | "L Niño" (gościnnie: Onil) "L.I.R.O.Y." (gościnnie: Onil) | [ 9 ]  |

## Teledyski
| Tytuł                                          | Rok  | Reżyseria/Realizacja | Album                      | Źródło |
| ---------------------------------------------- | ---- | -------------------- | -------------------------- | ------ |
| 4P & Onil - "K.L.I.N" (gościnnie: Wonz, Burza) | 2006 | —                    | Zorganizowana grupa rapowa | [ 10 ] |
| 4P & Onil - "Robimy Swoje"                     | 2007 | Grupa 13             | Zorganizowana grupa rapowa | [ 11 ] |
| 4P & Onil - "Emigracja"                        | 2007 | —                    | Zorganizowana grupa rapowa | [ 12 ] |
| 4P & Onil - "Mielno"                           | 2007 | Grupa 13             | Zorganizowana grupa rapowa | [ 13 ] |